# رومئو بکام
رومئو جیمز بکام (انگلیسی: Romeo James Beckham؛ زادهٔ ۱ سپتامبر ۲۰۰۲) بازیکن فوتبال اهل انگلستان است که در پست مهاجم برای باشگاه فوتبال برنتفورد بی بازی می‌کند. او پسر بازیکن فوتبال سابق دیوید بکام و طراح مد و عضو اسپایس گرلز یعنی ویکتوریا بکام است.

## اوایل زندگی
رومئو جیمز بکام در بیمارستان پورتلند در شهر وست‌مینستر لندن به دنیا آمد. او پسر دیوید بکام، کاپیتان سابق تیم ملی انگلستان و ویکتوریا بکام، خوانندهٔ سابق و مدل است. برادرانش بروکلین و کروز نیز همراه او برای باشگاه فوتبال آرسنال بازی کرده‌اند. او همچنان طرفدار آرسنال است. او در مدرسهٔ وتربای در لندن و سپس در مدرسه میلفیلد در استریت، سامرست تحصیل کرده‌است.